# ساموراي شوداون 2 (لعبة فيديو 1994)
ساموراي شوداون 2 (بالإنجليزية: Samurai Shodown II)‏، هي اللعبة الثانية من سلسلة ألعاب القتال ساموراي شوداون، صدرت عام 1994 على الأركيد، وتبعتها إصدارات نيو جيو سي دي وبلاي ستيشن وإكس بوكس 360.

## قصة وطريقة اللعب
متابعةً لاستقبال المعجبين الحماسي للغاية للعبة الأولى، أعادت الشركة المطورة بناء الجزء الثاني من الألف إلى الياء، بما في ذلك جميع طاقم الممثلين السابقين تقريبًا، وإضافة العديد من الشخصيات الجديدة، وتحسين أسلوب اللعب بشكل عام من خلال تحكم أكثر استجابة، والمزيد من الحركات ( لا سيما استخدام مقياس أسرى الحرب كمقياس حركة خاص للغاية؛ هذه التحركات لا تسبب أضرارًا جسيمة للخصوم فحسب، بل تكسر أسلحتهم أيضًا، مما يجبرهم على القتال بدون سلاح لفترة قصيرة قبل إصدار سلاح بديل)، وضرر كبير عدد بيض عيد الفصح. تم توسيع طريقة اللعب الشاملة لتشمل العديد من خيارات الحركة، مثل القدرة على التدحرج للأمام والخلف، أو الانحناء لتجنب الهجمات العالية، أو القيام بقفزات صغيرة لتجنب الضربات المنخفضة. كانت هذه اللعبة أيضًا أول لعبة تتضمن تقنية الصد الهجومية أو "التفادي"، من خلال أمر صدر في الثانية الأخيرة، حيث سيكون اللاعب قادرًا على صد الهجوم القادم وترك خصمه مفتوحًا للهجوم بجزء من الثانية. تم استخدام مثل هذه التقنية لاحقًا أيضًا في لعبة Namco's Armorlord وتم نشرها لاحقًا بواسطة لعبة ستريت فايتر 3 من كابكوم. هناك أيضًا مظاهر رائعة لشخصيات إس إن كي الأخرى، ورئيس مخفي يخرج أحيانًا لتحدي اللاعبين، والعديد من الأشياء الأخرى التي يمكن للجماهير اكتشافها. تقع هذه القصة، بعد مرور عام على هزيمة Amakusa في أحداث الجزء الأول، سرعان ما ظهر تهديد جديد على شكل Mizuki Rashojin: روح انتقامية تمتلك كاهنة ضريح محلية تدعى Mizuki وتسعى إلى جلب الفوضى والدمار للعالم في اسم إرادة إله الظلام أمبروسيا. أولئك الذين قاتلوا من قبل في الماضي خلال عهد أماكوسا الإرهابي يجدون أنفسهم الآن، جنبًا إلى جنب مع بعض الوجوه الجديدة، يقاتلون ضد ميزوكي وقواتها الموالية من أجل تحديد مصير العالم بأكمله نفسه.